# Dominik Meisel
Dominik Meisel (* 29. Juni 1999 in Kulmbach) ist ein deutscher Fußballspieler.

## Karriere
Nach seinen Anfängen in der Jugend des ATS Kulmbach 1861 und der SpVgg Bayern Hof wechselte er im Sommer 2014 in die Jugendabteilung des 1. FC Nürnberg. Nach zwei Jahren wurde er in Nürnberg aussortiert und kehrte zu seinem vorherigen Verein nach Hof zurück. Im Sommer 2017 wechselte er zur zweiten Mannschaft der Würzburger Kickers in die fünftklassige Bayernliga.
Dort wurde er zu Beginn der Saison 2019 in den Profikader der Würzburger in der 3. Liga aufgenommen. Am 7. Dezember 2019, dem 18. Spieltag, kam er beim 3:1-Heimsieg gegen den FC Viktoria Köln zu seinem Profidebüt, als er in der 83. Spielminute für Dave Gnaase eingewechselt wurde.

## Erfolge
- Aufstieg in die 2. Bundesliga: 2020